# Roubaix
Roubaix (în neerlandeză Robaais) este un fost oraș industrial și un municipiu în nordul Franței, situat în departamentul Nord din regiunea Hauts-de-France, în apropiere de granița cu Belgia. Împreună cu alte orașe, în special Tourcoing și Villeneuve-d'Ascq, formează o aglomerare urbană cu mai mult de un milion de locuitori, în jurul orașului Lille. Face parte din Metropola europeană Lille. În 2013, populația Roubaixului era de 95.866 de locuitori. Prin urmare, municipiul este cel de-al treilea cel mai populat oraș din regiune, după Lille și Amiens.
Orașul a devenit faimos în secolul al XIX-lea ca un centru important al producției de textile. Acum este una dintre cele mai diverse orașe din regiune atat din punct de vedere cultural si etnic. Astăzi este orașul de sosire al cursei cicliste Paris-Roubaix, una dintre cele mai dure curse cicliste de o zi din calendarul Uniunii Cicliste Internaționale.

## Istorie
Prima atestare documentară a localității Roubaix datează din anul 863. Cu timpul localitatea treptat a evoluat într-un târg provincial până la sfârșitul perioadei moderne timpurii. La capătul secolului al XVIII-lea, a început să apară ca un centru regional de producție textilă.
De-a lungul secolului al XIX-lea târgul inițial de 8.091 de locuitori în 1800 s-a transformat într-un centru de putere pentru industria textilă de 124.661 în 1896. Astfel, în timpul Revoluției Industriale, orașul a fost unul dintre centrele industriale cele mai importante din țară, de aceea poreclit „Manchester din Franța” sau „Orașul cu o mie de hornuri”.

## Personalități născute aici
- Yvonne Furneaux (n. 1928), actriță franco-britanică.